# Lord
Lord es un título nobiliario del Reino Unido, otorgado generalmente por la Corona británica. Es una persona con poder y autoridad. Puede tener diferentes significados dependiendo del contexto en que se use, ya que el ejercicio del poder o autoridad viene dado por el título nobiliario o el cargo que ejerza la persona. Generalmente es usado por los altos oficiales de la Corona como Lord Chancellor, Lord High Constable, etc., o cargos electos como Lord Mayor of Great London —alcalde del Gran Londres— u otras grandes ciudades, cargos judiciales como Lord Justice of Appeal, Lord Chief Justice; o pueden  provenir de títulos nobiliarios hereditarios, o no. 
En título en su versión femenina es lady, este es utilizado por regla por todas las hijas legítimas de un duque, marqués o conde antes del nombre de pila ej. Lady Diana Spencer o lady Sarah Chatto.
Actualmente el/la lord/lady más cercano en la línea de sucesión al trono británico es Lady Luisa Mountbatten-Windsor, decimosexta en la línea, hija de los actuales duques de Edimburgo.
El título de lady por matrimonio también es utilizado por las esposas de los Lores, y éste también es utilizado en nombre del esposo poseedor del título lord. ej. La esposa de lord Nicholas Windsor es titulada lady Nicholas Windsor.
La etimología de la palabra inglesa lord se remonta a la forma del inglés antiguo hlaf-weard —traducido como loaf-guardian, guardián del pan—, que refleja la antigua costumbre tribal de los pueblos germánicos del caudillo que proveía de alimento a sus súbditos.